# Talence
Talence je město, tvořící třetí největší předměstí Bordeaux, situované v jihozápadní Francii (region Nová Akvitánie).

## Geografie
Sousední obce: Bordeaux, Pessac, Gradignan, Villenave-d'Ornon a Bègles.

## Vývoj počtu obyvatel
Počet obyvatel

## Sport
Talence je domovem slavného desetibojařského mítinku Décastar, kde v roce 1992 vytvořil bývalý světový rekord 8891 bodů Američan Dan O'Brien.

## Partnerská města
- Alcalá de Henares
- Trikala
- Chaves